# راکی ریور (اوهایو)
راکی ریور(به انگلیسی: Rocky River) شهری در ایالت اوهایو کشور ایالات متحده آمریکا است که جمعیت آن در سرشماری سال ۲۰۱۰ میلادی، ۲۰٬۲۱۳ نفر بوده‌است.